# Dicranoloma platyloma
Dicranoloma platyloma là một loài Rêu trong họ Dicranaceae. Loài này được (Besch.) Renauld mô tả khoa học đầu tiên năm 1904.